# Río Limago
El río Limago (en alemán: Limmat; antiguamente Lindemagus) es un corto río, de 140 km de longitud, que discurre por el noroeste de Suiza, uno de los principales tributarios del río Aar. El nombre del río se originó de la contracción del nombre de sus dos afluentes, el Linth y el Maag. Estos dos ríos confluían en la llanura del Linth, entre Glaris y Weesen, antes de ser efectuada la corrección y canalización de ambos cursos fluviales a principios del siglo XIX.

## Geografía
El río Limago nace en los glaciares del macizo del Tödi, en los Alpes de Glaris, recibiendo el nombre Linth hasta su desembocadura en el lago de Zúrich. Solo a partir de su salida del lago, a la altura de la ciudad de Zúrich, se le llama Limmat. En dicha ciudad el río recibe las aguas del río Sihl, fluyendo a continuación en dirección noroeste por el valle del Limmat (Limmattal). Desemboca en el río Aar, cerca de Gebenstorf, cantón de Argovia.
El caudal del río está regulado por múltiples presas, que son utilizadas a su vez para la generación de energía hidroeléctrica.
Las localidades de más relevancia situadas en su curso son Glaris, Zúrich, Dietikon, Wettingen y Baden.
En sus orillas se encuentra el monasterio de Fahr (Kloster Fahr), un exclave del cantón de Argovia en territorio zuriqués.

## Galería

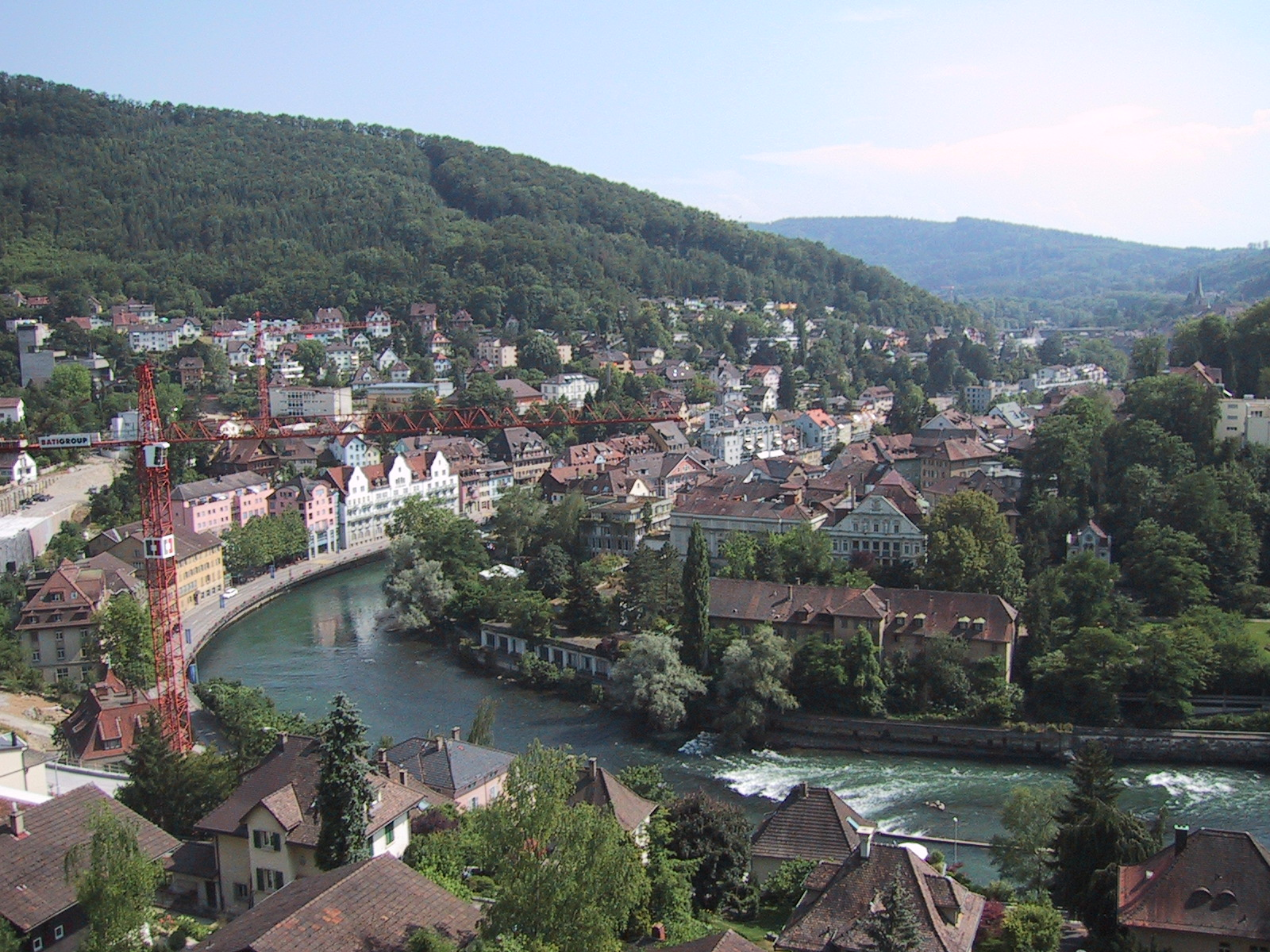
El Limmat a la altura de Ennetbaden (Argovia).
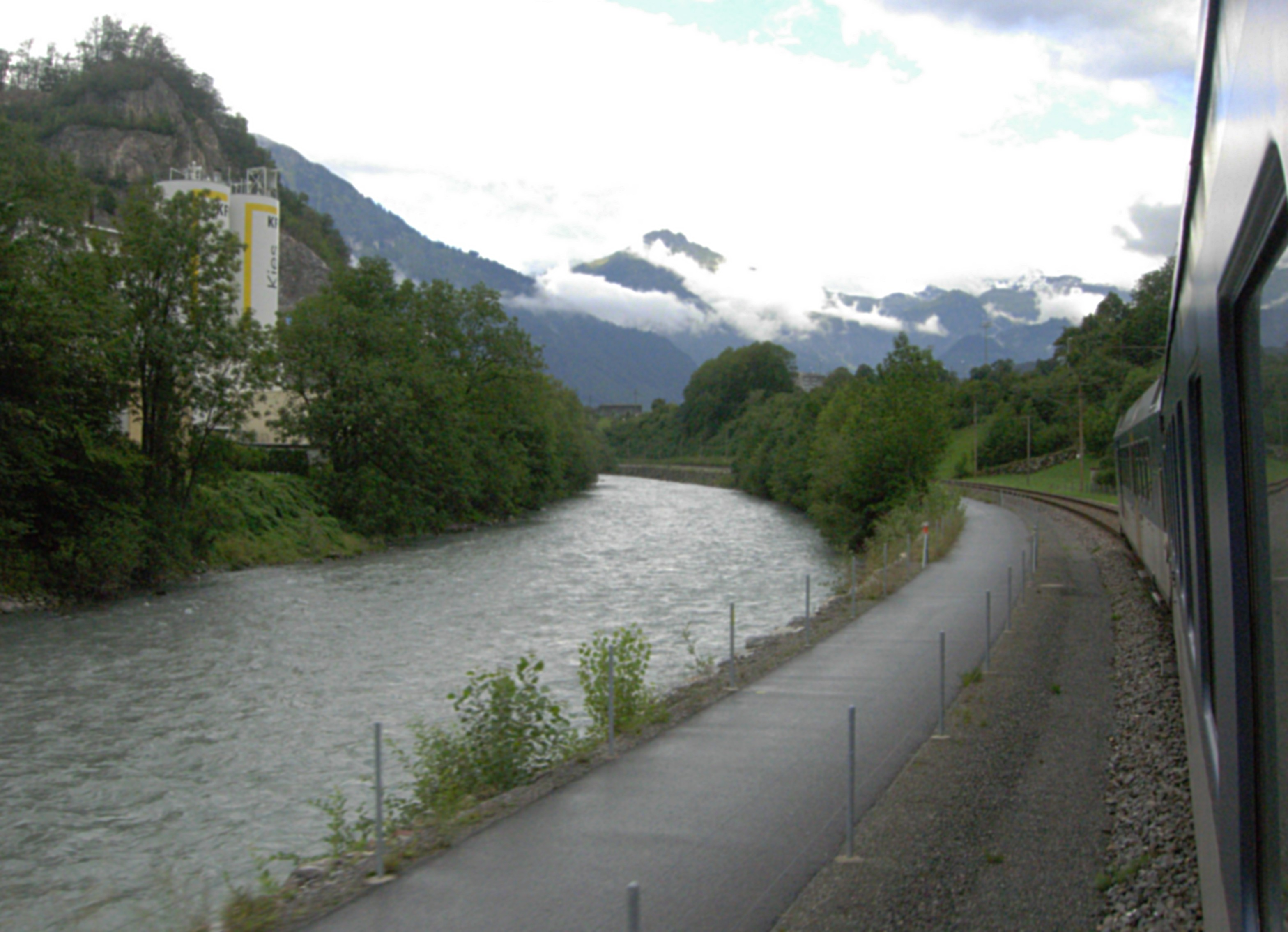
El río Linth cerca de Glaris.
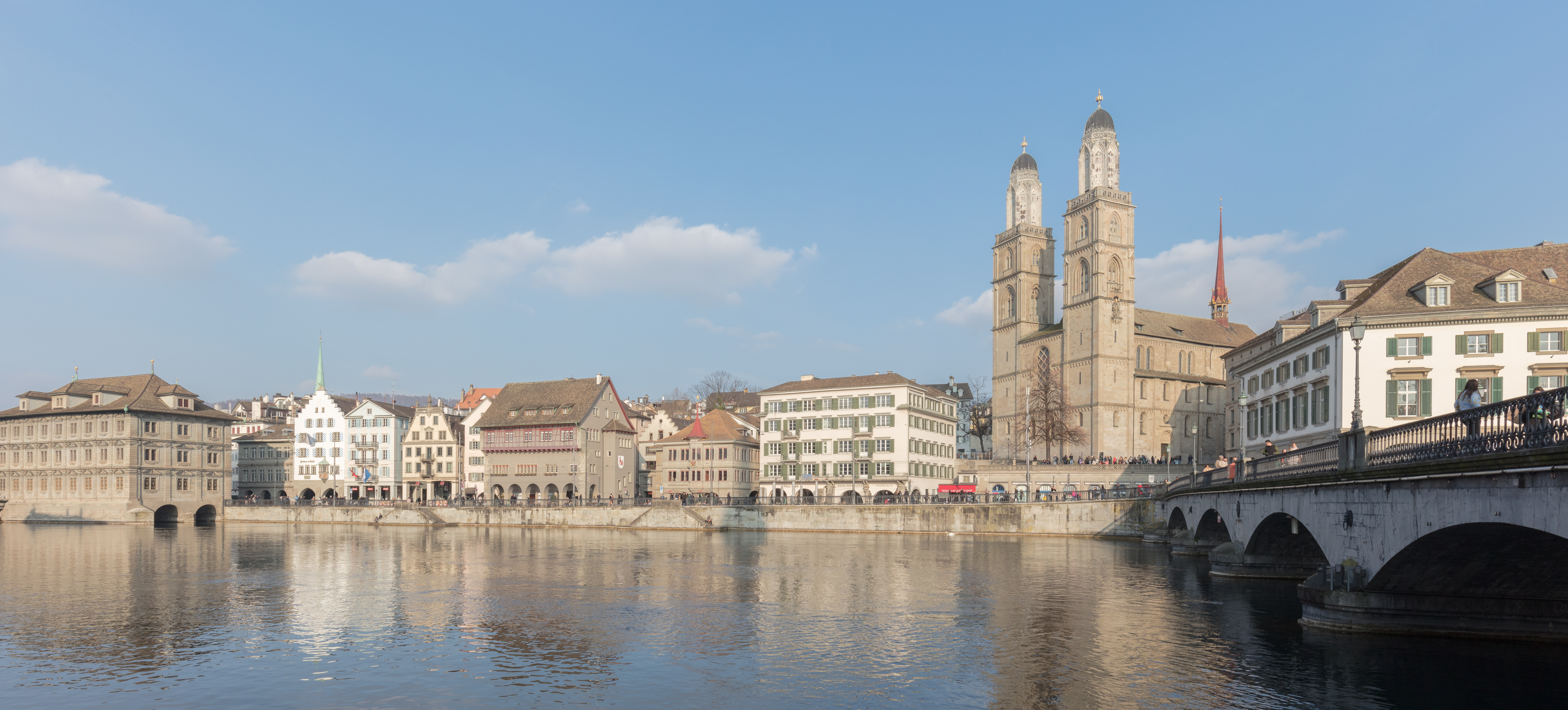
A su paso por Zúrich.
La salida del Lago de Zúrich, con el Grossmünster al fondo.
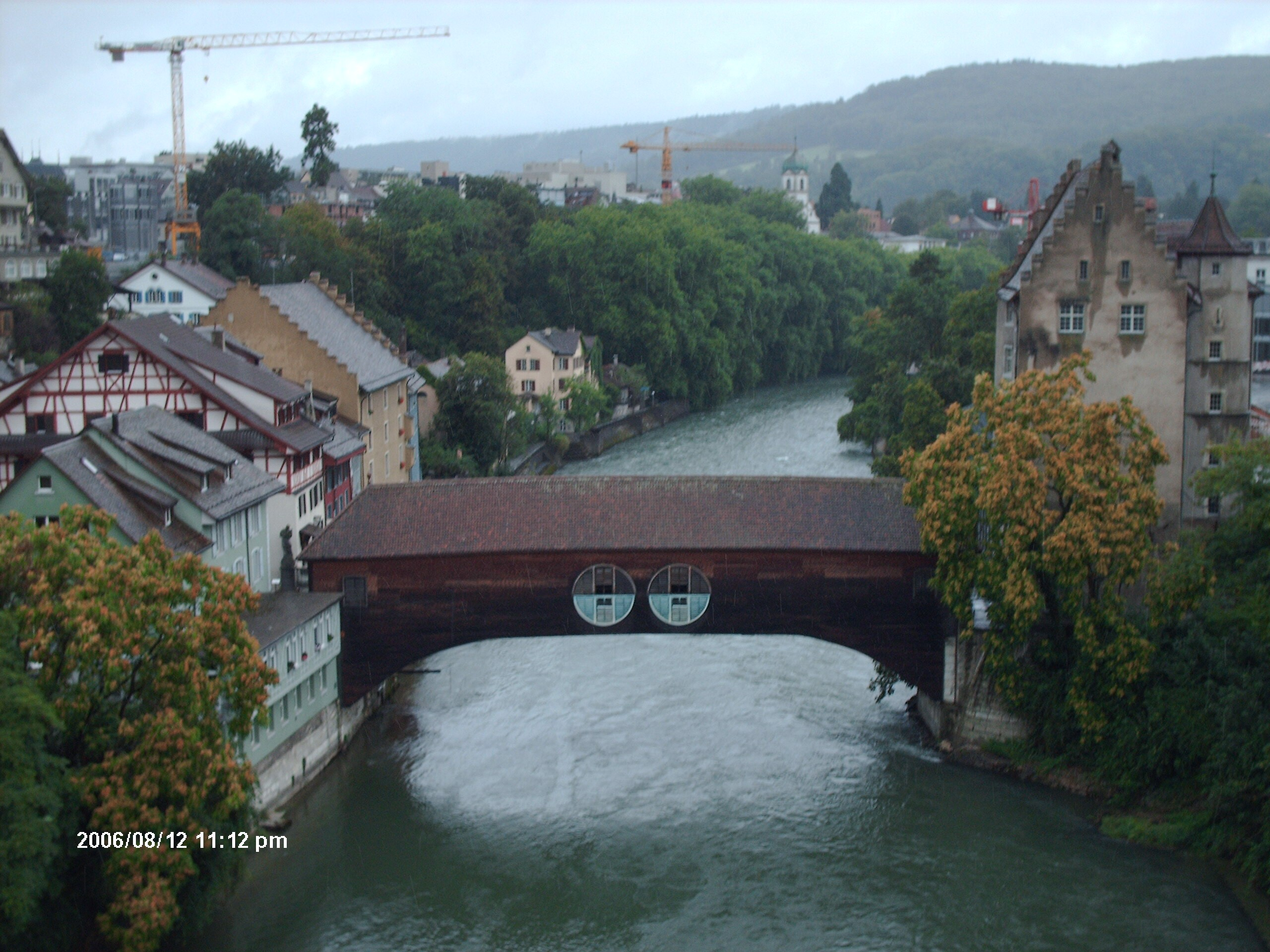
El Limmat a la altura de Baden (Argovia).
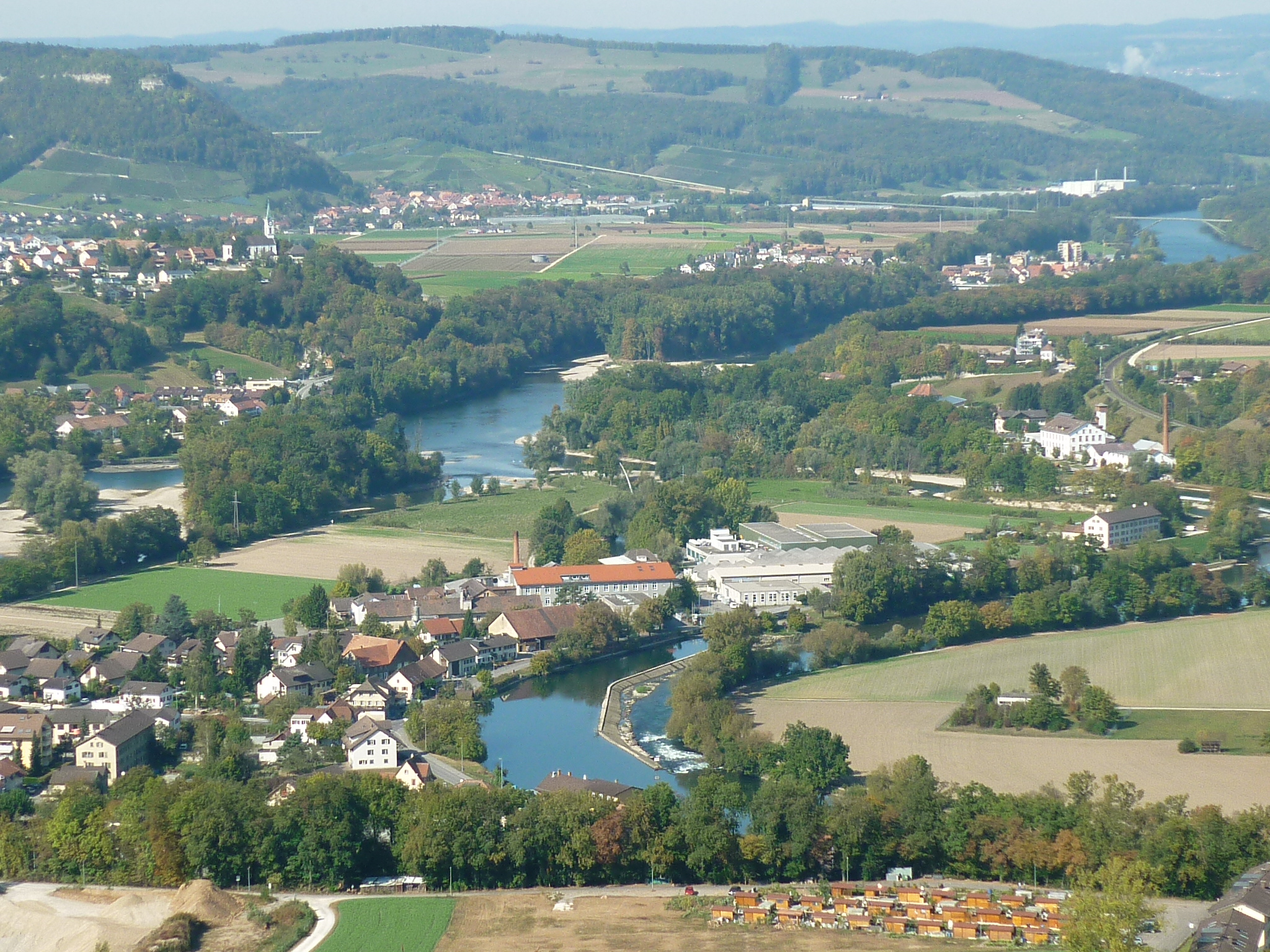
Desembocadura del Limmat (derecha) en el Aar (izquierda).